# 郭莽仓·罗藏宗哲嘉措
郭莽仓·罗藏宗哲嘉措（1969年8月—），男，藏族，中国藏传佛教僧人，曾任中国佛教协会副秘书长，现任中国藏语系高级佛学院副院长，甘肃省政协常委，甘肃省佛学院副院长，第十三届全国政协委员。